# Hôtel de la Croix d'Or (Troyes)
L'Hôtel de la Croix d'Or est un hôtel particulier situé à Troyes, en France. Il est inscrit au titre des monuments historiques depuis 1926.

## Localisation
Il est situé dans le département français de l'Aube, sur la commune de Troyes, au 42 rue de la Monnaie.